# Senegalia praecox
Senegalia praecox là một loài thực vật có hoa trong họ Đậu. Loài này được (Griseb.) Seigler & Ebinger mô tả khoa học đầu tiên năm 2006.